# Suma Kunda
Suma Kunda (Namensvariante: Kandandang Ya) ist eine Ortschaft im westafrikanischen Staat Gambia.
Nach einer Berechnung für das Jahr 2013 leben dort etwa 248 Einwohner, das Ergebnis der letzten veröffentlichten Volkszählung von 1993 betrug 170.

## Geographie
Suma Kunda liegt in der Upper River Region, Distrikt Sandu. Der Ort liegt rund 0,5 Kilometer südlich der North Bank Road, am nördlichen Ufer des Gambia-Flusses.

## Kultur und Sehenswürdigkeiten
Nach einer Auflistung des National Centre for Arts and Culture war Suma Kunda ein Standort eines Tatos.